# Èpit (rei d'Alba Longa)
Segons la mitologia romana, Èpit va ser un rei d'Alba Longa.
Va succeir Alba en el tron.